# Gregor Dolar
Gregor Dolar (24 de septiembre de 1971) es un deportista esloveno que compite en tiro con arco, en la modalidad de arco desnudo. Ganó una medalla de oro en el Campeonato Europeo de Tiro con Arco en Sala de 2024, en la prueba individual.

## Palmarés internacional
| Campeonato Europeo en Sala | Campeonato Europeo en Sala | Campeonato Europeo en Sala | Campeonato Europeo en Sala |
| Año                        | Lugar                      | Medalla                    | Prueba                     |
| -------------------------- | -------------------------- | -------------------------- | -------------------------- |
| 2024                       | Varaždin (Croacia)         | Medalla de oro             | Individual                 |